# ملح النشادر
ملح النشادر هو الشكل المعدني الذي يوجد فيه مركب كلوريد الأمونيوم NH4Cl في الطبيعة، حيث يكون على شكل بلورات بيضاء عند نقاوتها، والتي تصبح ذات لون أصفر إلى بني عند الإشابة.

## التاريخ
يشتق لفظ النشادر من اللغة الفارسية النُوشَادُر (من الفارسية: نُوشَادُر، من نُوشْ آذُرْ، من نُوشْ: شراب وآذُرْ: نار) وكان يطلق على الغاز المنطلق منه اسم "روح النشادر"، والذي يعرف كيميائياً الآن باسم الأمونياك (أو غاز النشادر).
أما في اللغات الأوروبية فتسمى هذه المادة الكيميائية Sal ammoniac، وهو اسم أثري، إذ أن الرومان أطلقوا على ترسبات كلوريد الأمونيوم في ليبيا القديمة بالقرب من معبد آمون اسم 'sal ammoniacus' أي ملح أمون. كانت أملاح الأمونيا معروفة في العصر القديم، حيث ظهر مصطلح ملح الأمونياكوس Hammoniacus sal في مدوّنات بلينيوس الأكبر، ولكن لا يعرف إن كان المقصود به ملح النشادر نفسه. إلا أنه على كل الأحوال فكلمات أمونياك وأمونيوم مشتقة منه.

## الخواص
يتبلور ملح النشادر وفق النظام البلوري المكعّب، وله قابلية انفصام ضعيفة، حيث تكون البلورات هشّة فصلادتها وفق مقياس موس تتراوح بين 1.5 إلى 2 وهي تتصدع بشكل صدفي.
تبلغ الكثافة النوعية للبلورات 1.5، وهي منخفضة نسبياً، كما تنحل البلورات في الماء.

## الوفرة
يوجد ملح النشادر غالباً على شكل تغليفات رسوبية تتشكل من أثر الغازات البركانية في محيط البراكين والدواخن؛ كما يعثر عليه طبيعياً بالقرب من تجمعات ترسبات ذرق الطيور (الغوانو). يترافق وجوده مع شب الصوديوم وزهر الكبريت وغيرها.
يوجد بكثرة في طاجيكستان وجبل فيزوف في إيطاليا ومنطقة باريكوتين البركانية في المكسيك.